# Oscinella angularis
Oscinella angularis är en tvåvingeart som beskrevs av Collin 1946. Oscinella angularis ingår i släktet Oscinella och familjen fritflugor. Arten är reproducerande i Sverige. Inga underarter finns listade i Catalogue of Life.